# Gibran Rakabuming Raka
Gibran Rakabuming Raka, né le 1er octobre 1987 à Surakarta, est un homme politique et homme d'affaires indonésien. Il est maire de Surakarta de 2021 à 2024. Lors de l'élection présidentielle de 2024, il est élu vice-président de la république d'Indonésie en tant que colistier de Prabowo Subianto, soutenu par le président sortant Joko Widodo, père de Gibran Rakabuming Raka.

## Jeunesse et formation
Gibran Rakabuming Raka est l'aîné des enfants de Joko Widodo (Jokowi) et d'Iriana. Gibran termine ses neuf premières années d'études à Surakarta, avant de poursuivre son cursus à Singapour où il étudie à l'école secondaire Orchid Park et y obtient son diplôme du Management Development Institute en 2007,.

## Carrière professionnelle
En 2010, Gibran Rakabuming Raka fonde Chilli Pari, une entreprise de restauration basée à Surakarta. Selon Gibran, il a eu l'idée de créer cette entreprise après avoir remarqué l'absence d'un service de restauration dans un centre de conférence appartenant à son père, mais il s'est heurté à l'opposition de Jokowi qui souhaitait que Gibran Rakabuming Raka reprenne la direction de l'entreprise familiale de meubles. L'entreprise se développe et se concentre sur la fourniture de services pour les mariages.
En 2015, Gibran Rakabuming Raka lance Markobar, une chaîne de murtabak qui compte 29 sites en Indonésie en 2017. Jokowi déclare en 2017 que même s'il n'avait pas initialement approuvé l'entreprise de Gibran Rakabuming Raka, celle-ci avait fini par être plus valorisée que son entreprise de meubles. La richesse déclarée de Gibran Rakabuming Raka en 2020 comme condition préalable à la candidature aux municipales, est estimée à 22,1 milliards de roupies.

## Carrière politique

### Élections municipales
En juillet 2019, Gibran Rakabuming Raka est nommé candidat pour l'élection de maire de Surakarta en 2020, poste occupé par son père avant de devenir gouverneur de Jakarta et plus tard président de l'Indonésie, selon une enquête de l'université Slamet Riyadi basée là-bas. En septembre, Gibran Rakabuming Raka s'inscrit comme membre du PDI-P, le même que celui de son père, afin de se présenter aux élections municipales. Le parti soutient officiellement Gibran Rakabuming Raka comme candidat à la mairie en juillet 2020, ainsi que le président du conseil municipal, Teguh Prakosa. Tous les partis représentés au conseil municipal soutiennent Gibran Rakabuming Raka, à l'exception du Parti de la justice et de la prospérité. Finalement, la candidature de Bagyo Wahyono, tailleur de profession, est approuvée le 6 septembre 2020. La candidature de Gibran Rakabuming Raka est également contestée par le militant Halim HD, qui cherche à obtenir des votes pour les cases vides plutôt que pour les candidats ayant de bonnes relations. Lors de l'élection elle-même le 9 décembre, Gibran Rakabuming Raka l'emporte avec une marge confortable de 86,53 % des voix, soit 225 451 voix. Gibran Rakabuming Raka et son colistier Teguh Prakosa ont dépensé près de 30 fois plus pour faire campagne que Bagyo. Ils entrent en fonction le 26 février 2021.

### Élection présidentielle de 2024
Fin 2022, plusieurs groupes soutiennent Jokowi,  Gibran Rakabuming Raka comme candidat à la vice-présidence à l'élection présidentielle indonésienne de 2024,. À ce moment, les conditions pour se présenter comme candidat à la vice-présidence sont d'avoir quarante ans ou plus, tandis que Gibran Rakabuming Raka aura trente-sept ans lors de l'élection. Cependant, le 17 octobre 2023, la Cour constitutionnelle rend un arrêt ajoutant une exception à l'âge minimum pour les élus régionaux ou locaux. Quatre jours plus tard, le 21 octobre 2023, le parti Golkar qui fait partie de la coalition de Prabowo Subianto approuve la désignation de Gibran Rakabuming Raka comme candidat à la vice-présidence. Le lendemain, Gibran Rakabuming Raka est confirmé par Prabowo comme son colistier.

## Vie privée
Gibran Rakabuming Raka a épousé Selvi Ananda le 11 juin 2015 et le couple a deux enfants, Jan Ethes Srinarendra, né le 10 mars 2016 et La Lembah Manah, née le 15 novembre 2019.